# آئورا هیملستین
آئورا هیملستین (انگلیسی: Aaron Himelstein؛ زادهٔ ۱۰ اکتبر ۱۹۸۵) یک هنرپیشه اهل ایالات متحده آمریکا است. وی از سال ۱۹۹۹ میلادی تاکنون مشغول فعالیت بوده‌است.
از فیلم‌ها یا برنامه‌های تلویزیونی که وی در آن نقش داشته است می‌توان به ترور یک رئیس دبیرستان و به یاد داشته باشید اشاره کرد.